# Scheveningen Radio

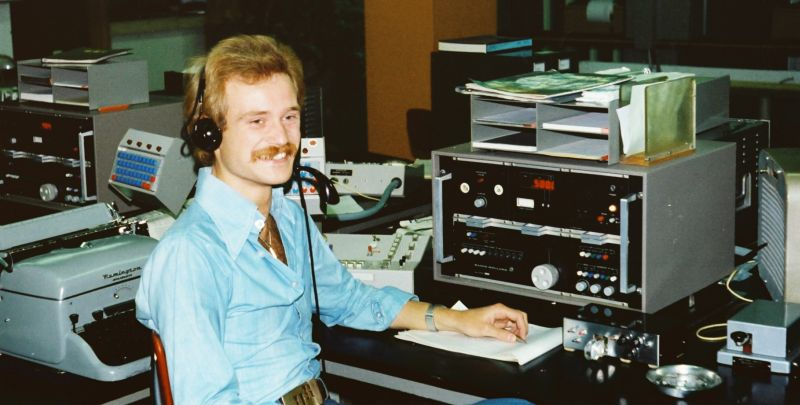
Radiotelegrafist aan de 500 kHz in 1974

Scheveningen Radio was van 1904 tot 1999 het radiostation van Nederland voor communicatie met schepen.

## Geschiedenis

### Locatie Scheveningen
Op 19 december 1904 werd het Rijkskuststation Scheveningen Radio opgericht. Scheveningen Radio was een onderdeel van de PTT. De zender opereerde vanuit een houten keet aan de zuidzijde van de wijk Duindorp in Scheveningen. Omdat men last had van nabije zenders, werd het gedeeltelijk verplaatst naar IJmuiden. Tijdens de bezetting in de Tweede Wereldoorlog moest het station de uitzendingen staken. Na de oorlog heeft het nog gefunctioneerd tot 1950. De antennes in Scheveningen (Duindorp) zijn nog jarenlang gebruikt geweest, hiervan konden omwonenden last hebben in de vorm van 'storing' op eenvoudige radio-ontvangers. Zelfs kon een bewoner in de buurt op zijn elektronisch orgel meeluisteren naar het uitgaande verkeer naar de schepen. Op 30 oktober 2014 werd de laatste zendmast van het station Radio Scheveningen in de Westduinen bij de Scheveningse wijk Duindorp ontmanteld.

### Locatie IJmuiden

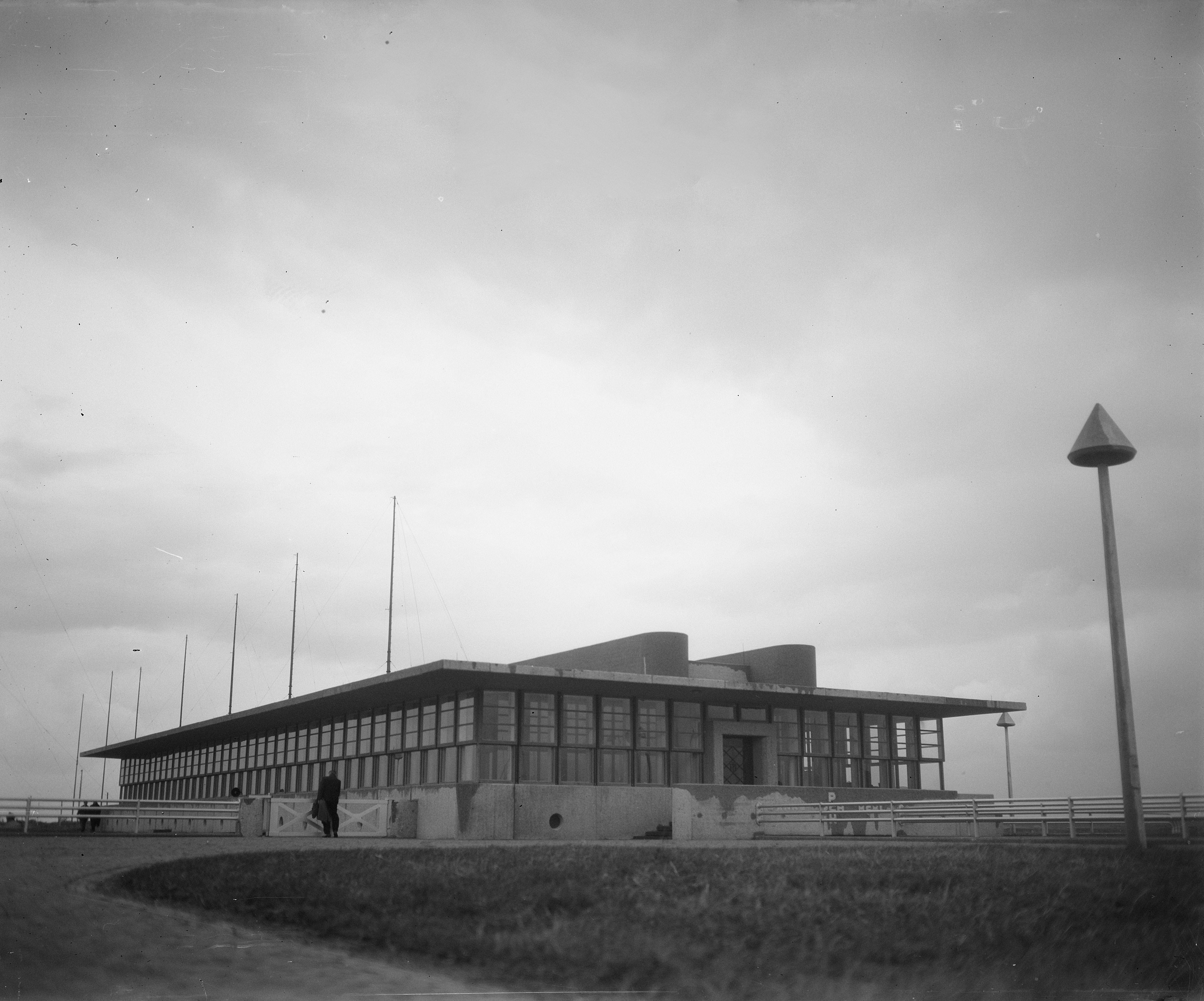
Scheveningen Radio in IJmuiden (1951)

Na de oorlog hervatte Scheveningen Radio zijn activiteiten; eerst tijdelijk vanaf een schip in de Amsterdamse haven, later weer vanuit IJmuiden vanuit een klaslokaal aan de Houtmanstraat.
In 1951 verhuisde het station in zijn geheel naar IJmuiden in een nieuw gebouw op het Tweede Sluiseiland. Het dienstenpakket werd uitgebreid met marifoon en TOR (telex-over-radio). In 1971 betrok men het nieuwe Post-Radiogebouw aan de Merwedestraat/Lange Nieuwstraat in IJmuiden.

### Sluiting
Nieuwe communicatietechnologie met behulp van satellieten maakte het zendstation geleidelijk overbodig:
- In 1987 werd de begeleiding van het noodverkeer overgedragen aan het Kustwachtcentrum in Den Helder.
- Op 31 december 1998 werd de radiotelegrafie (morse) gestaakt.
- Begin 1999 werden schepen verplicht te kunnen werken via de satelliet, en daarom werd de behoefte aan radioverkeer via radiokuststations steeds geringer. Op 31 december 1998, om vier uur 's middags Nederlandse tijd, zond Scheveningen Radio zijn laatste bericht, "Wij wensen U en de bemanning voor de laatste maal een goede vaart en tevens een voorspoedig nieuwjaar".

## Zender

### Roepnaam
De officiële roepnaam was 'Scheveningen Radio'. Bij het brede publiek is het station ook bekend als 'Radio Scheveningen'.
Hoewel het radiostation gedurende het grootste deel van zijn bestaan vanuit IJmuiden heeft geopereerd, is het altijd 'Scheveningen Radio' blijven heten, omdat de zendlocatie die naam verplicht moest behouden. Schepen die de zender wilden peilen om hun positie te bepalen, zouden anders een verkeerde peiling in hun navigatiekaart zetten als de naam IJmuiden Radio zou zijn geweest.

### Roepletters
Het station heette bij oprichting Scheveningen Haven en had de roepletters SCH. In 1929 veranderde de roepnaam volgens internationale regels in Scheveningen Radio. In 1927 werd tijdens de ITU-conferentie in Washington de prefixserie PA t/m PI toegekend aan Nederlandse zenders. Daarom werden de roepletters SCH veranderd in PCH en de reservezender in IJmuiden PCI.

### Verkeerslijst
Voor de binnenvaart werd vijf minuten na het hele uur over de marifoonkanalen een verkeerslijst uitgezonden. Daarmee werden de nummers van de schepen omgeroepen, waarmee bij Scheveningen Radio telefoongesprekken waren aangevraagd. Na de uitzendingen konden de schippers contact opnemen via een marifoonkanaal voor het openbaar verkeer om een gesprek te kunnen voeren met de aanvrager. Die kanalen waren:
- 07 Megen
- 23 Haarlem +
- 23 Markelo +
- 24 Smilde +
- 24 Rotterdam +
- 25 Goes +
- 25 Maastricht +
- 25 Terschelling +
- 26 Roermond +
- 26 Scheveningen
- 28 Arcen +
- 28 Rotterdam
- 28 Tjerkgaast
- 78 Terschelling
- 83 Lelystad +
- 86 Lopik +
- 88 Megen +

Na de verkeerslijsten van 07.05 - 13.05 - 19.05 en 00.05 werden op de met + gemerkte kanalen de weerberichten uitgezonden.

## Radio Oostende
In België verzorgde Radio Oostende de communicatie met de scheepvaart. De zender werd in 1937 opgericht en in 2016 opgeheven.